# HAT-P-4

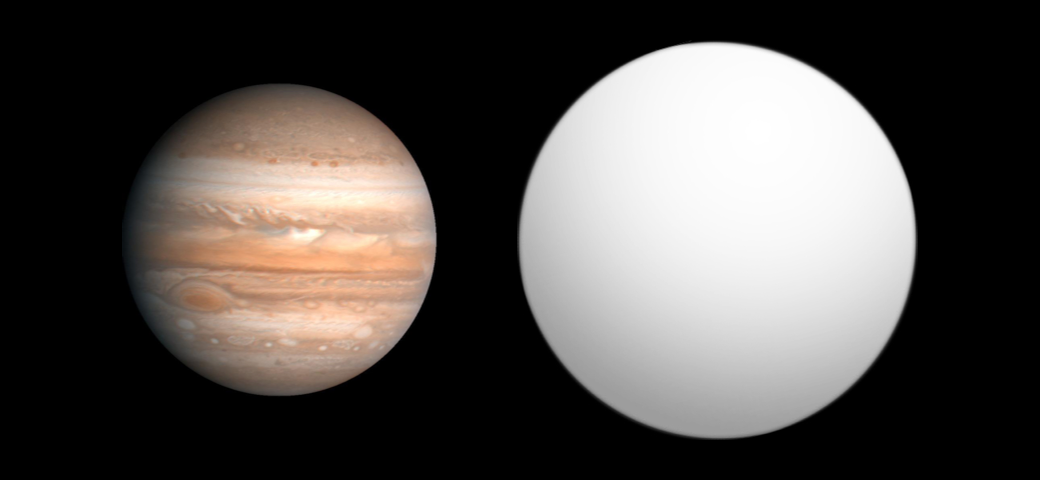
Comparaison entre la taille de la planète Jupiter et l'exoplanète HAT-P-4 b

BD+36°2593, aussi connue comme HAT-P-4, est une étoile située à une distance de 323 ± 3 parsecs du Soleil, dans la constellation boréale du Bouvier. De magnitude apparente 11,2 dans le spectre visible, elle n'est pas observable à l'œil nu depuis la Terre. Il s'agit d'une étoile binaire dont les deux composantes dont deux naines (classe de luminosité V) jaunes (classe spectrale G). Avec une masse de 1,26 ± 0,14 masse solaire pour un rayon de 1,59 ± 0,07 rayon solaire, l'étoile primaire héberge un système planétaire dont l'unique objet secondaire connu à ce jour (mai 2015) est BD+36 2593 b (HAT-P-4 b), une planète confirmée. Celle-ci serait une planète géante gazeuse de type Jupiter chaud, à courte période de révolution. Elle a été découverte en 2007 par la méthode des transits, à partir de données collectés avec HATNet, un réseau de six petits télescopes de 11 centimètres de diamètre, à grand champ et entièrement automatisés.

#### ÉtoileBD+36 2593(HAT-P-4)
- (en) HAT-P-4 sur la base de données NASA Exoplanet Archive du NASA Exoplanet Science Institute
- (en) BD+36 2593 sur la base de données Simbad du Centre de données astronomiques de Strasbourg.
- (en) AG+36 1339, BD+36 2593, GSC 02569-01599, PPM 78511, SAO 64638 et TYC 2569-1599-1 sur la base de catalogues VizieR du Centre de données astronomiques de Strasbourg

#### PlanèteBD+36 2593(HAT-P-4 b)
- (en) HAT-P-4 b sur la base de données Exoplanet Data Explorer
- (en) HAT-P-4 b sur L'Encyclopédie des planètes extrasolaires de l'Observatoire de Paris.
- (en) HAT-P-4 b sur la base de données NASA Exoplanet Archive du NASA Exoplanet Science Institute
- (en) BD+36 2593b sur la base de données Simbad du Centre de données astronomiques de Strasbourg.